# Mistrzostwa Świata w Wioślarstwie 2023
Mistrzostwa Świata w Wioślarstwie odbyły się między 3 a 9 września 2023 w Belgradzie. Mistrzostwa zostały rozegrane na zalewie Ada Ciganlija. Zawody corocznie organizowane są przez Międzynarodową Federację Wioślarską.  

## Medaliści i medalistki

### Mężczyźni
| Konkurencja | Złoto | Czas    | Srebro | Czas    | Brąz | Czas          |
| ----------- | --- | ------- | --- | ------- | --- | ------------- |
| M1x         | Oliver Zeidler | 6:38.08 | Simon van Dorp | 6:39.26 | Thomas Mackintosh | 6:40.33       |
| M2x         | Holandia Melvin Twellaar · Stef Broenink · | 6:09.19 | Chorwacja Martin Sinković · Valent Sinković | 6:12.44 | Irlandia Daire Lynch · Philip Doyle | 6:13.41       |
| M4x         | Holandia Lennart van Lierop · Finn Florijn · Tone Wieten · Koen Metsemakers                                                                                 | 5:52.33 | Włochy Nicolò Carucci · Andrea Panizza · Luca Chiumento · Giacomo Gentili                                                                                                   | 5:54.58 | Polska Dominik Czaja · Fabian Barański · Mirosław Ziętarski · Mateusz Biskup                                                                                      | 5:55.02       |
| M2-         | Szwajcaria Roman Röösli · Andrin Gulich · | 6:51.09 | Wielka Brytania Oliver Wynne-Griffith · Tom George · | 6:53.46 | Irlandia Ross Corrigan · Nathan Timoney · | 6:54.22       |
| M4-         | Wielka Brytania Oliver Wilkes · David Ambler · Matt Aldridge · Freddie Davidson                                                                             | 6:04.35 | Stany Zjednoczone Justin Best · Nick Mead · Michael Grady · Liam Corrigan                                                                                                   | 6:06.37 | Nowa Zelandia Ollie Maclean · Logan Ullrich · Tom Murray · Matt Macdonald                                                                                         | 6:08.44       |
| M8+         | Wielka Brytania Jacob Dawson · Morgan Bolding · Rory Gibbs · Sholto Carnegie · Charles Elwes · Thomas Digby · James Rudkin · Thomas Ford · Harry Brightmore | 5:24.20 | Holandia Guus Mollee · Olav Molenaar · Jan van Der Bij · Guillaume Krommenhoek · Sander de Graaf · Jacob van de Kerkhof · Gert-Jan van Doorn · Mick Makker · Dieuwke Fetter | 5:25.23 | Australia Patrick Holt · Joshua Hicks · Ben Canham · Timothy Masters · James Daniel Robertson · Joseph O'Brien · Angus Dawson · Angus Widdicombe · Kendall Brodie | 5:26.65       |
| LM1x        | Andri Struzina | 7:42.41 | Niels Torre | 7:44.90 | Artur Mikołajczewski | 7:47.72       |
| LM2x        | Irlandia Fintan McCarthy · Paul O'Donovan | 6:32.09 | Szwajcaria Jan Schäuble · Raphaël Ahumada | 6:34.38 | Włochy Stefano Oppo · Gabriel Soares | 6:34.77       |
| LM4x        | Włochy Luca Borgonovo · Nicolò Demiliani · Pietro Ruta · Matteo Tonelli                                                                                     | 6:29.42 | Niemcy Max von Bülow · Simon Klueter · Fabio Kress · Joachim Agne | 6:37.83 | Nie przyznano | Nie przyznano |
| LM2-        | Włochy Francesco Bardelli · Stefano Pinsone · | 7:34.82 | Węgry Bence Szabó · Kálmán Furkó · | 7:40.23 | Mołdawia Dmitrii Zincenco · Nichita Naumciuc · | 7:57.24       |

### Kobiety
| Konkurencja | Złoto | Czas    | Srebro | Czas    | Brąz | Czas          |
| ----------- | --- | ------- | --- | ------- | --- | ------------- |
| W1x         | Karolien Florijn | 7:14.35 | Emma Twigg | 7:19.43 | Tara Rigney | 7:21.07       |
| W2x         | Rumunia · Ancuța Bodnar · Simona Radiș | 6:46.94 | Litwa · Donata Karalienė · Dovilė Rimkutė | 6:50.34 | Stany Zjednoczone · Kristina Wagner · Sophia Vitas | 6:50.45       |
| W4x         | Wielka Brytania · Lauren Henry · Hannah Scott · Lola Anderson · Georgina Brayshaw                                                                                              | 6:29.70 | Holandia · Roos de Jong · Tessa Dullemans · Laila Youssifou · Bente Paulis | 6:30.37 | Chiny · Chen Yunxia · Zhang Ling · Lü Yang · Cui Xiaotong | 6:35.05       |
| W2-         | Holandia · Ymkje Clevering · Veronique Meester | 7:20.52 | Australia · Jessica Morrison · Annabelle McIntyre | 7:22.90 | Rumunia · Ioana Vrînceanu · Roxana Anghel | 7:24.33       |
| W4-         | Holandia · Marloes Oldenburg · Hermijntje Drenth · Tinka Offereins · Benthe Boonstra                                                                                           | 6:41.82 | Rumunia · Mădălina Bereș · Maria Tivodariu · Maria-Magdalena Rusu · Amalia Bereș | 6:43.29 | Wielka Brytania · Heidi Long · Rowan McKellar · Helen Glover · Rebecca Shorten                                                                                    | 6:44.31       |
| W8+         | Rumunia · Maria-Magdalena Rusu · Roxana Anghel · Adriana Adam · Iuliana Buhuș · Mădălina Bereș · Maria Tivodariu · Ioana Vrînceanu · Amalia Bereș · Victoria-Ștefania Petreanu | 6:01.28 | Stany Zjednoczone · Emily Froehlich · Margaret Hedeman · Jessica Thoennes · Regina Salmons · Alina Hagstrom · Brooke Mooney · Mary Mazzio-Manson · Charlotte Buck · Cristina Castagna | 6:03.73 | Australia · Paige Barr · Georgie Gleeson · Olympia Aldersey · Lily Alton-Triggs · Georgina Rowe · Jacqueline Swick · Molly Goodman · Bronwyn Cox · Hayley Verbunt | 6:04.17       |
| LW1x        | Siobhan McCrohan | 8:47.96 | Kenia Lechuga | 8:51.57 | Sophia Luwis | 8:52.48       |
| LW2x        | Wielka Brytania · Emily Craig · Imogen Grant | 7:19.23 | Stany Zjednoczone · Michelle Sechser · Mary Jones | 7:22.89 | Rumunia · Mariana-Laura Dumitru · Ionela Cozmiuc | 7:23.70       |
| LW2-        | Włochy · Serena Mossi · Elisa Grisoni | 8:33.13 | Niemcy · Luise Münch · Eva Hohoff | 8:40.64 | Nie przyznano | Nie przyznano |

## Tabela medalowa[3]
*   Gospodarz ( Serbia)
| Miejsce | Reprezentacja     | Złoto | Srebro | Brąz | Razem |
| ------- | ----------------- | ----- | ------ | ---- | ----- |
| 1       | Holandia          | 6     | 3      | 0    | 9     |
| 2       | Wielka Brytania   | 6     | 1      | 2    | 9     |
| 3       | Włochy            | 3     | 4      | 1    | 8     |
| 4       | Ukraina           | 3     | 0      | 1    | 4     |
| 5       | Rumunia           | 2     | 1      | 2    | 5     |
| 6       | Szwajcaria        | 2     | 1      | 0    | 3     |
| 7       | Irlandia          | 2     | 0      | 2    | 4     |
| 8       | Niemcy            | 1     | 2      | 2    | 5     |
| 9       | Australia         | 1     | 1      | 3    | 5     |
| 10      | Norwegia          | 1     | 0      | 0    | 1     |
| 11      | Stany Zjednoczone | 0     | 5      | 2    | 7     |
| 12      | Nowa Zelandia     | 0     | 1      | 2    | 3     |
| 13      | Chiny             | 0     | 1      | 1    | 2     |
| 13      | Francja           | 0     | 1      | 1    | 2     |
| 15      | Meksyk            | 0     | 1      | 0    | 1     |
| 15      | Węgry             | 0     | 1      | 0    | 1     |
| 15      | Litwa             | 0     | 1      | 0    | 1     |
| 15      | Chorwacja         | 0     | 1      | 0    | 1     |
| 19      | Polska            | 0     | 0      | 3    | 3     |
| 20      | Mołdawia          | 0     | 0      | 1    | 1     |
| Razem   | Razem             | 27    | 25     | 23   | 75    |